# Еџвотер (Алабама)
Еџвотер (енгл. Edgewater) насељено је место без административног статуса у америчкој савезној држави Алабама.

## Демографија
По попису из 2010. године број становника је 883, што је 153 (21,0%) становника више него 2000. године.
| Група             | 2000.       | 2010.       |
| Белци             | 277 (37,9%) | 270 (30,6%) |
| Афроамериканци    | 446 (61,1%) | 604 (68,4%) |
| Азијати           | 0 (0,0%)    | 0 (0,0%)    |
| Хиспаноамериканци | 8 (1,1%)    | 9 (1,0%)    |
| Укупно            | 730         | 883         |